# Claude Hagège
Claude Hagège (født 1. januar 1936 i Carthage) er en fransk lingvist med tunesisk oprindelse. 
- Wikimedia Commons har flere filer relateret til Claude Hagège